# 秋山日出夫
秋山 日出夫（あきやま ひでお、1905年（明治38年）2月14日 - 1976年（昭和51年）3月20日）は、昭和時代の合唱指揮者。戸籍上の本名は秋山 秀雄（読み同じ）。

## 経歴
東京本所北割下水にて生まれる。東京府立工芸学校（現・東京都立工芸高等学校）精密機械科卒業。アマチュア合唱団運動に加わり、1925年（大正14年）男声合唱団東京リーダーターフェル・フェライン（現・男声合唱団東京リーダーターフェル1925）の設立に参加する。戦時中は軍隊や職場慰問で活動し、戦後は職場合唱団の指導に従事する。
主に官庁の合唱団を指導し、1948年（昭和23年）の第1回全日本合唱コンクール全国大会職場部門に運輸省合唱団を指揮して出場、優勝を果たす。1951年（第4回）~1953年（第6回）全日本合唱コンクール全国大会一般部門にてH・Gメンネルコールを指揮し3年連続優勝。ほか、農林省、国鉄などの合唱団を指導し優勝に導く等、「優勝男」の異名をとる。ほか青年団やママさんコーラスの指導も行う。関東合唱連盟理事長、全日本合唱連盟理事、同副理事長などを歴任した。1971年（昭和46年）、藍綬褒章受章。

## 音楽
秋山の音楽の原点は、中学校の卒業旅行で京都知恩院へ行き、僧侶の声明を聞き和声の素晴らしさを知ったことに始まる。1923年（大正12年）関東大震災に遭遇し、全身火傷の少女の賛美歌を聞き合唱とは「掌」を合わせると信じるようになる。
大正時代から歌手として活躍をしていた秋山であるが、自身は音楽の専門教育を受けた経験がなく、戦後合唱指揮で生きていく決心をした際に「富士山は美しい。その山頂は専門の音楽家がやるだろう。自分は裾野をやればいい。」との信念を抱く。秋山は「今でいう合唱指揮者の第一号」とされる。同時代に活動した磯部俶は「秋山さんはそれで生活していた。それまではまったく前例がなかった。十数団体持ってらしたでしょう。お昼休みにやって夕方やって夜やって。その間あいてる時間はパチンコをやっていた。（笑）」と述懐している。
「優勝男」の異名をとった秋山であるが、その必勝法は「課題曲を好きになることだね」「課題曲を1万回歌った団体が1位、9,999回歌ったところが2位というわけだね」として課題曲重視の姿勢を鮮明にしていた。一方自由曲のレパートリーは「優勝男」にしては意外と少なく、「他団体が前に歌った自由曲を盥回しして次の団体がやっていた。」